# Analytica (софтвер)
Аналитика је визуелни софтверски пакет дизајниран Люминий решење система за креирање, анализу и пренос квантитативно решење модела. Као модел окружења, она је занимљива тема, као што је он комбинује хијерархијске графикон утицаја за визуелну израду и преглед модела паметних низове за рад са вишедимензионални подацима, симулација методом Монте Карло за анализу ризика и неизвесности и оптимизација, укључујући линеарна и нелинеарна програмирање. Његов дизајн, а посебно њен утицај дијаграма и обраду неизвесности, заснива се на идејама из области анализе решења. Као компјутерског језика, важно је напоменути у комбинацији декларативну (непроцедурного) структуре за обезбеђење транспарентности, као апстракције, и аутоматски дозволе зависности сервис за ефикасну виртуелизације рачунарства.
Аналитика модели су организовани у облику графикона утицаја. Променљиве (и други објекти) се приказују као чворови различитих облика на шеми, у вези стрелицама, које дају визуелну представу о зависности. Аналитика графикон утицаја може бити хијерархијска, у којој један модул чвор на шеми је све подмодели.
Хијерархијске графикон утицаја у аналитика служе кључна организациона средство. Јер распоред утицај шеме поклапање ових природних способности човека како у просторном, тако и у нивоу апстракције, људи су у стању да прихвати много више информација о моделу структуре и организације, на први поглед, мање визуелне парадигме, као што су табеле и математички изрази. Управљање структуром и организацијом велики модел може да буде значајан део процеса симулације, али значајно доприноси визуелизацију графикон утицаја.
Утицај шеме и да послужи као средство за комуникацију. Када квантитативни модел је креиран и њени крајњи резултати, обрачунати, често се дешава да разумевање о томе како су добијени резултати, и како се различите претпоставке да утиче на резултате, много важније од конкретне цифре израчунати. Способност циљне публике за разумевање ових аспеката је од кључног значаја за моделирање предузећа. Визуелну представу о утицају шеме брзо везује за разумевање на нивоу апстракције, који је обично више прикладно, него цела представама, као што су математички изрази или формуле у ћелије. Када више детаља пожељно, корисник може да иде на повећање нивоа детаља, смањи, графички приказ модела.
Доступност разумљив и транспарентан модел подржава комуникацију и дискусије у оквиру организације, а овај ефекат је једна од главних предности инвестирања у квантитативном изградњу модела. Када се све заинтересоване стране ће бити у стању да разуме општи модел структуре, дебате и дискусије често фокусирају директно на неколико претпоставки које могу да смање на "преслушавања" и, сходно томе, ће довести до више плодотворному сарадњу у оквиру организације. Утицај шеме служи графички слику, која може да помогне да се направи модел доступан за људе на различитим нивоима.

## Хијерархијски дијаграми утицаја
Модели у аналитици су организовани као дијаграми утицаја. Променљиве и други објекти су приказани као чворови различитих облика у дијаграму, који су повезани стрелицама које представљају визуелно зависности међу објектима. Дијаграми могу бити хијерархијски, где један "модул" чвор представља читав мањи модел.
Дијаграми утицаја су кључан алат за организацију. Због визуелног распореда информација, човек може лакше да чита информације него из, на пример, табеле или математичке формуле. Одржавање структуре и организација великог модела могу бити значајан део процеса моделовања, али је помогнут визуализацијом дијаграма утицаја.

## Анализа неизвесности
Укључивање неизвесности у моделу излаза омогућава да се обезбеди више реалан и информативне прогнозе. Недефинисани количинама аналитика може бити постављено помоћу функције расподеле. При тражењу расподела се врши коришћењем или латинског гиперкуба или Монте Карло узимање узорака и узорака се врши преко рачунарство, добити резултате. Отобранный резултат расподеле и сумарни статистички подаци се могу посматрати директно (мислим, квантиль бендова, функција густине вероватноће (PDF фајл), кумулятивная функција расподеле (КФР)), аналитика подржава заједничког доношења одлука, анализа и вероватноћа управљање помоћу ДИСТ стандард.
Аналитика има низ карактеристика, као програмски језик, дизајниран да буде једноставан за коришћење за квантитативног моделирања: то је визуелни програмски језик, где корисници могу да виде програма (или "модел"), а графикон утицаја, који су креирате и уређујете визуелно додавањем и везивање чворова. То је декларативно језик, а то значи да модел најављује дефиниција за сваку променљиву без навођења извршење низу, као што је потребно обичних императивных језика. Аналитика идентификује правилно и ефикасно обављање низа помоћу графа зависности. То је потпуно транспарентан функционалан језик, чињеница је да извршење функције и променљиве немају нежељених ефеката, тј. промена других променљивих. Аналитика представља низ програмски језик, где операције и функције за рад прошире на вишедимензионални низови.

## Издања
Аналитика ради на Microsoft Windows оперативним системима. Три издања (Професионална, Корпоративна, Оптимизатор) свака са много функција и ценом, стичу корисника, заинтересованих у изградњи модела. Доступан бесплатна верзија програма, под називом аналитика бесплатно 101, који вам омогућава да се изгради средње умерене величине модела до 101 корисник.. Бесплатно 101 такође вам омогућава да видите модела са више од 101 објеката, промена улаза и израчунати резултате које даје могућност слободне размене образаца за преглед. Више може, али не бесплатно моћан музички плејер вам омогућава корисницима да сачувате улазни подаци и користите базу података везе. У аналитика Цлоуд плаиер вам омогућава да делите моделима преко Интернета и омогућава корисницима да приступе и ради преко веб претраживача.